# I Wish You Love
I Wish You Love – szósty solowy album Wojciecha Gąssowskiego. Wydawnictwo ukazało się 17 listopada 2010 r. nakładem firmy Agora.
Na płycie, utrzymanej w swingowym klimacie, znajduje się 14 utworów z repertuaru m.in. Elli Fitzgerald, Franka Sinatry, Nata Kinga Cole’a, czy Deana Martina. Producentem albumu był Krzysztof Herdzin.
W 2013 r. płyta otrzymała status złotej płyty.

## Lista utworów
1. „Blue Moon”
2. „Change Partners”
3. „Dream a Little Dream of Me” (feat. Aleksandra Bieńkowska)
4. „Capuccina”
5. „I'm Lost”
6. „Destination Moon”
7. „The Frim-Fram Sauce”
8. „That’s All”
9. „Mambo Italiano”
10. „La Piu Bella del Mondo”
11. „My One and Only Love”
12. „The Tender Trap”
13. „The Very Thought of You”
14. „I Wish You Love”